# Khântia-Mânsia
Khântia-Mânsia, oficialmente Okrug Autônomo Khanty-Mansi — Iugra ou Okrug Autônomo dos Khantys-Mansis — Iugra (russo:  Ха́нты-Манси́йский автоно́мный о́круг — Югра́, tr. Khánty-Mansíiski avtonómny ókrug — Iugrá) é uma subdivisão (correspondente a distrito) do oblast de Tiumen, na Federação da Rússia. Sua capital administrativa  é Khanty-Mansiisk.
De acordo com o censo populacional de 2010, tinha uma população de 1 532 243 habitantes.
Os povos nativos da região são os khantys (anteriormente conhecidos como ostíacos) e os mansis, conhecidos coletivamente como povos ob-úgricos. Hoje representam apenas 2,1% da população da região. As línguas locais, o khanty (ou ostíaco) e o mansi, desfrutam de um estatuto especial no okrug autónomo e, a par do seu parente distante, o húngaro, fazem parte do ramo úgrico das línguas fino-úgricas. Contudo, o russo permanece como a única língua oficial.
Em 2012, a maioria (51%) do petróleo produzido na Rússia provinha da Khântia-Mânsia, dando uma grande importância económica à região.